# 达维镇
达维乡，是中华人民共和国四川省阿坝藏族羌族自治州小金县下辖的一个乡镇级行政单位。

## 行政区划
达维乡下辖以下地区：
达维村、冒水村、简槽村、夹金村、胆扎村、滴水村、打滚坡村和石鼓村。

## 交通
- 351国道终点。